# Sámi Grand Prix
Sámi Grand Prix és un concurs anual de música sami que se celebra el dissabte Sant a Guovdageaidnu (Kautokeino) com a part del festival sami de la Pasqua (Sámi beassášmárkanat). Es considera el concurs de música sami més important. També funciona com a preselecció pel festival de cançó en llengües minoritàries Liet Lávlut.
Hi participen músics samis en dues categories: cançó i joik. En la categoria de joik s'admeten només interpretacions a cappella, que és la forma tradicional de cantar un joik, mentre que en la categoria de cançó s'accepta qualsevol tipus de música, però les lletres han de ser en una de les llengües samis. Els premis es decideixen per votació d'un jurat amb la participació del públic. Els músics que guanyen en la categoria de la cançó representen Sápmi en el Liet Lávlut. Tots dos premis tenen una dotació de 20.000 corones noruegues i també una quantitat de diners per a organitzar un concert l'any vinent.

## Història
El festival de Pasqua va néixer el 1971 impulsat per l'Áillohaš i l'organització Guovdageainnu sámiid searvi. Guovdageaidnu era tradicionalment un lloc de trobada durant la setmana santa, on molts samis, nòmades o no, que hi complien les seves obligacions religioses com casaments o baptismes, i on a més a més hi havia un mercat i altres esdeveniments festius. El festival va començar amb un petit concert de joik i els primers anys s’hi presentaven joikers tradicionals però també les primeres bandes samis com Máze nieiddat, Deatnogátte Nuorat o Ivnniiguin. El festival de Pasqua es va anar engrandint a mesura que el joik i la música sami en general es feien més o més populars. Els darrers anys hi tenen lloc diversos concerts de música, però també teatre, cinema, exposicions d'art o d'artesania tradicional sami (duodji).
L'any 1990 els organitzadors del festival van convocar per primera vegada Sámi Grand Prix. A partir de l'any 1993 durant el concurs es concedeix el premi Áillohaš bálkkašupmi a un músic sami per la seva trajectòria. A partir de 2001 es publica un CD amb totes les cançons i els joiks que han estat presentats al Sámi Grand Prix.
El 2020 el festival de Pasqua i el Grand Prix es van cancel·lar a causa de la pandèmia del Covid-19. L'any 2021 el Gran Prix es va celebrar de manera digital amb els mateixos participants del concurs cancel·lat de l'any anterior i es va transmetre per primera vegada en directe per la televisió nacional noruega. Les cançons i els joiks seleccionats s'havien gravat prèviament en estudis diferents i després del vot popular els noms dels guanyadors es van anunciar des de Kautokeino.

## Guanyadors

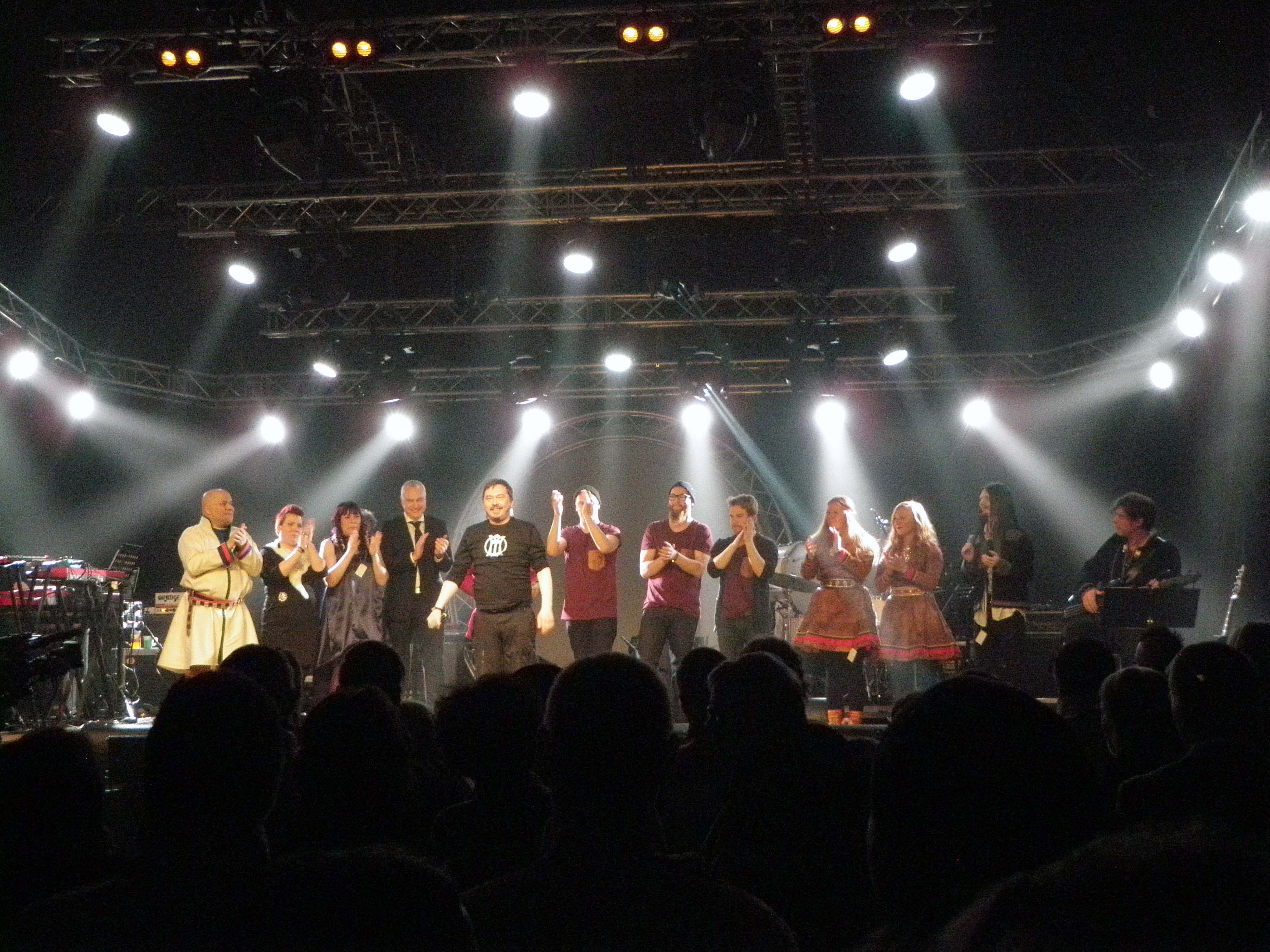
Els participants del Sámi Grand Prix de 2015

## Guanyadors[4]

### Cançó
| Any  | Estat      | Artista                                  | Cançó                   |
| ---- | ---------- | ---------------------------------------- | ----------------------- |
| 1990 |            | Sáve                                     | Muital midjiide         |
| 1991 |            | Marit Elisabeth Hætta Øverli             | Jáddá go beaivi?        |
| 1992 |            | Audhild Valkeinen                        | Máná eallinmokta        |
| 1993 |            | Ann-Mari Andersen                        | Ráhkisvuohta seamma lea |
| 1994 | /          | Inger Marie Gaino Nilut i Niko Valkeapää | Duinna gávnnadit        |
| 1995 |            | Niko Valkeapää                           | Vádjolus                |
| 1996 |            | Nils Henrik Buljo                        | Go beaivváš badjána     |
| 1997 |            | Anne Inger i Marit Elisabeth Eira        | Don                     |
| 1997 |            | Berit Sara                               | Min duoddarat           |
| 1998 |            | Anja Vesterheim                          | Guorus váibmu           |
| 1999 |            | Anja Vesterheim                          | Boares muitu            |
| 2000 |            | Marit Susanne Utsi                       | Duinna                  |
| 2001 |            | Sofia ja Anna                            | Meahci mánná            |
| 2002 |            | Elvira Galkina                           | Immel agk               |
| 2003 |            | Sofia Jannok                             | Liekkas                 |
| 2004 |            | Johan Kitti                              | Eŋgelat lávllodit       |
| 2005 |            | Poppoo                                   | Giella ii leat jáddan   |
| 2006 | /          | Johan Kitti i Ellen Sara Bæhr            | Luđiin muitalan         |
| 2007 |            | Ola Stinnerbom                           | Snowflow                |
| 2008 |            | Elin Kåven                               | Áibbas jaska            |
| 2009 |            | SomBy                                    | Ii iđida                |
| 2010 |            | Pia-Maria Holmgren                       | Geaidnu                 |
| 2011 |            | Rolffa                                   | Gulatgo mu?             |
| 2012 |            | Inger Karoline Gaup                      | Oainnát go?             |
| 2013 |            | Melina Kuhmunen                          | Árran                   |
| 2014 |            | Heli Aikio/Aila duo                      | Naharij kanda           |
| 2015 |            | Nils Henrik Buljo                        | 1+1                     |
| 2016 |            | Ella Marie H. Isaksen                    | Luoddaearru             |
| 2017 |            | Inger Marie Gaino Nilut                  | Min duovdagat           |
| 2018 |            | Inger Karoline Gaup                      | Oahppan lean            |
| 2019 |            | Saara Hermansson                         | Mov laavlome            |
| 2020 | cancel·lat |                                          |                         |
| 2021 |            | Hildá Länsman i Lávre Johan Eira         | Jođi                    |
| 2022 |            | Ingá-Máret Gaup-Juuso                    | Dovdameahttumii         |
| 2023 |            | Andreas Gundersen i Mihka Helander       | Ále guođe mu            |
| 2024 |            | Bycecilia                                | Mannem åajaldahteme     |
| 2025 |            | Piera Eira (feat. MÁIJÁ)                 | Dálkkiid čađa           |

### Yoik
| Any  | Artista                                       | Joik                  |
| ---- | --------------------------------------------- | --------------------- |
| 1990 | Johan Anders Eira                             | Báktevári searat      |
| 1991 | Anders Nils J. Eira                           | Anders Nils Eira      |
| 1992 | Anders Nils J. Eira                           | Johan M. Kemi         |
| 1993 | Marit Gaup Eira                               | Mihkkal Juhán         |
| 1994 | Anders Aslak N. Eira                          | Mathis Rasmus         |
| 1995 | Anders Aslak N. Eira                          | Nils Lars             |
| 1996 | Anders P. Bongo                               | Mikkel Ánná           |
| 1997 | Marit Gaup Eira                               | Hilbon Májjáš         |
| 1998 | Nils Jørgen Utsi                              | John Máhtte           |
| 1999 | Berit Anne Oskal Kemi                         | Dovnnas luohtái       |
| 2000 | Lars Ante Kuhmunen                            | Gabna duottar         |
| 2001 | Anfissa Aguéieva                              | Meleš                 |
| 2002 | Ellen Oskal                                   | Ellen Sara Oskal Gaup |
| 2003 | Marit Gaup Eira                               | John Martin           |
| 2004 | John Mathis Utsi                              | Issát Ánte            |
| 2005 | Anne Berit Peltoperä i Solveig Skum Solbakken | Áinnut                |
| 2006 | Anna-Reetta Niemelä                           | Golleeatnama mánná    |
| 2007 | Anne Berit Peltoperä                          | Helene                |
| 2008 | Ánte Niillas N. Bongo                         | Sara Inga             |
| 2009 | Inga Biret Márjá Triumf i Ann Caroline Eira   | Johan Martin Eira     |
| 2010 | John Mathis A. Utsi                           | Rásttoš Jovnna        |
| 2011 | Jan Ole Hermansen                             | Inga Karita           |
| 2012 | Marit Kristine H Sara                         | Máhtte Ánte           |
| 2013 | Per Bueng                                     | Kate Heidi            |
| 2014 | Jörgen Stenberg                               | Nejla                 |
| 2015 | Johan Anders Bær                              | Skomáhkár Ánde        |
| 2016 | Johan Ivvár Gaup                              | Mikkel Andreas        |
| 2017 | John-André Eira                               | Svein Egil            |
| 2018 | Hans Ole Eira                                 | Mina Helene           |
| 2019 | Kim Hallgeir Berg                             | John Heandarat        |
| 2020 | cancel·lat                                    |                       |
| 2021 | Mahtte Ante J. Sara                           | Karen Marianne        |
| 2022 | Jörgen Stenberg                               | Skilkedh              |
| 2023 | Saara Hermansson                              | Goeksege              |
| 2024 | Nils Ove Kuorak                               | Njealječalmmat        |
| 2025 | OSCAAL                                        | Sávrrimus             |